# Trichonemidae
Famille
Les Trichonemidae sont une famille d'amibes de l’ordre des Phalansteriida (classe des Variosea)..

## Étymologie
Le nom de la famille vient du genre type Trichonemum, dérivé du grec ancien θριξ / thrix), « cheveu, poil, soie, cil », et du suffixe -nem, « fil ; filament »,

## Description
Kent, en 1882, décrit ainsi l'espèce Mitophora dubia « animalcule nageant librement, plus ou moins ovale, élastique et structure claviforme ou piriforme, parfois courbé, deux à trois fois plus long que large. Il porte un seul flagelle à l'extrémité antérieure (la plus épaisse), lequel est parfois terminé distalement en forme de bouton. Son endoplasme renferme des granules verts. Toute sa surface cuticulaire est revêtue de cils courts. L’ouverture orale distincte, est située à la base du flagelle. Cependant l'identification des régions antérieure et postérieure de cet animalcule est incertaine, Perty associant à cette dernière l'extrémité portant l'appendice flagelliforme ; sur l'une de ses figures, une excavation en forme d'encoche est indiquée près de cet organe, ce qui représente probablement une ouverture buccale mal observée. Sa longueur est de 55 µm. Il est animé de mouvements lents et rotatoires. »

## Habitat
Mitophora dubia vit en eau douce.

## Liste des genres
Selon IRMNG (15 mars 2025) :
- Mitophora Perty, 1852
  - Espèce type : Mitophora dubia Perty 1852
- Trichonemum Cavalier-Smith in Cavalier-Smith, Chao & Lewis, 2016
  - Espèce type : Trichonemum hirsutum (Fromentel, 1876) Cavalier-Smith, 2016

## Systématique
Le nom valide de ce taxon est Trichonemidae Cavalier-Smith, 2012.
Les familles Trichonemidae Saville Kent, 1881, et Trichonemidae Cavalier-Smith, 2013 étaient toutes deux invalides du point de vue nomenclatural, car elles étaient basées sur Trichonema Fromentel, 1876 [parfois cité à tort comme 1872 (Cavalier-Smith, 2013, Patterson et Zölffel, 1991)].
Trichonema Fromentel, 1876 est invalide car synonyme de Trichonema Ker Gawl., 1802, et inclus dans Romulea Maratti, 1802 (Iridaceae), et car publié après le genre de nématode Trichonema Cobbold, 1874, lui-même considéré comme synonyme de Cyathostomum Molin, 1861.
Trichonema Fromentel, 1876 est remplacé par le genre Trichonemum Cavalier-Smith, dont la diagnose est identique à celle de Trichonema Fromentel 1876 et de son espèce type Trichonemum hirsutum (Fromentel, 1876) Cavalier-Smith 2016.

## Publication originale
- (en) Cavalier-Smith, T., Chao, E. E. et Lewis, R., « 187-gene phylogeny of protozoan phylum Amoebozoa reveals a new class (Cutosea) of deep-branching, ultrastructurally unique, enveloped marine Lobosa and clarifies amoeba evolution. Molecular Phylogenetics and Evolution », Molecular Phylogenetics and Evolution, vol. 99,‎ 2016, p. 275-296 (ISSN 1055-7903, lire en ligne, consulté le 20 mars 2025).

- (en) W. Saville Kent, A manual of the infusoria: including a description of all known british and foreign, vol. I, London, D. Bogue, 1880-1882, 472 p. (lire en ligne), p. 469.